# NAO (格闘家)
NAO（ナオ、1997年7月19日 - ）は、日本の男性元キックボクサー、ダンサー。サイガジム所属。初代BreakingDownライト級王者。兵庫県出身。

## 来歴
中学、高校ではバスケットボールに熱中し、大学入学とともに独学でアクロバットを始める。大学を卒業した2020年からイベントでアクロバットパフォーマンスを披露するなどして生計を立てていた。コロナ禍に入ると仕事がなくなり、アクロバットを通じて知り合ったダンサーのREOから持ちかけられたオーディションに合格し、Dリーグのダンスチーム「フルキャスト レイザーズ」のメンバーに採用される。Dリーグの21-22 SEASONをもって「フルキャスト レイザーズ」を卒業した。

### BreakingDown
「BreakingDown11」のオーディションに才賀紀左衛門の弟子として「橋本七生」名義で参加。スパーリングでボクサーの加々田優人にKO勝利。
2024年2月開催の「BreakingDown11」で本戦に初出場。インターハイで優勝経験がある柔道家・有馬雄生とMMAルール・72キロ以下契約で対戦し、延長判定5-0で勝利。
同年6月、9月に開催された「BreakingDown12」、「BreakingDown13」で行われた初代ライト級王座決定トーナメントで優勝し、同級王座を獲得。「BreakingDown12」のオーディションで喧嘩自慢の江口響に判定勝利し、トーナメント出場権を獲得。トーナメント1回戦では「秋山成勲の秘蔵っ子」である韓国の格闘家ミスター・ホンデに延長判定5-0で勝利、準決勝ではBreakingDown無敗同士であった「たつ」に延長ラウンドでKO勝利、決勝では元東洋太平洋バンタム級王者であるボクサーの山本隆寛に延長判定5-0で勝利した。
同年12月に開催された「BreakingDown14」のフェザー級1dayトーナメントに出場し、1回戦で元UFCファイターのキャメロン・エルスにKO勝利、準決勝で大阪喧嘩自慢出身のリキにKO勝利、決勝でプロキックボクサーのYURAにKO負けし、準優勝に終わった。
2025年7月13日におおきにアリーナ舞洲で開催された「BreakingDown16」のライト級タイトルマッチで挑戦者の細川一颯と対戦。細川は師匠である才賀紀左衛門に「BreakingDown10」で勝利していたことから、オーディション初参加時から「師匠の敵討ち」として細川を対戦相手に指名していた。試合は蹴り、拳連打で攻め込まれ、1回判定0-4で敗北し、王座を明け渡した。
2025年8月19日に自身のSNSで格闘技引退を発表。引退理由として、「自分は本当に世界の一番を目指せる希望を持てないと続けていけないというのが本音」「格闘家としての身の程と、自分の将来に対しての希望が持てなくなりました」などと語った。今後については、「別の道で最強を模索します」と語り、最後にBreakingDown関係者へ謝意を表した。

## 戦績

### アマチュアキックボクシング
| キックボクシング 戦績 | キックボクシング 戦績 | キックボクシング 戦績 | キックボクシング 戦績 | キックボクシング 戦績 | キックボクシング 戦績 | キックボクシング 戦績 |
| --------------------- | --------------------- | --------------------- | --------------------- | --------------------- | --------------------- | --------------------- |
| 9 試合                | (T)KO                 | 判定                  | その他                | 引き分け              | 無効試合              |                       |
| 7 勝                  | 4                     | 3                     | 0                     | 0                     | 0                     |                       |
| 2 敗                  | 1                     | 1                     | 0                     | 0                     | 0                     |                       |

| 勝敗 | 対戦相手           | 試合結果                             | 大会名                                                            | 開催年月日    |
| ×    | 細川一颯           | 1分1R終了 判定0-4                    | BreakingDown16 【BreakingDownライト級タイトルマッチ】             | 2025年7月13日 |
| ×    | YURA               | 1R 0:24 KO（右ストレート）           | BreakingDown14 【BreakingDownフェザー級1dayトーナメント決勝戦】   | 2024年12月8日 |
| ○    | リキ               | 1R 0:45 KO（右三日月蹴り）           | BreakingDown14 【BreakingDownフェザー級1dayトーナメント準決勝】   | 2024年12月8日 |
| ○    | キャメロン・エルス | 1R 0:42 KO（左膝蹴り）               | BreakingDown14 【BreakingDownフェザー級1dayトーナメント1回戦】    | 2024年12月8日 |
| ○    | 山本隆寛           | 1分1R+延長1R終了 判定5-0             | BreakingDown13 【BreakingDownライト級王座決定トーナメント決勝】   | 2024年9月1日  |
| ○    | たつ               | 1分1R+延長1R 0:30 KO（右ストレート） | BreakingDown13 【BreakingDownライト級王座決定トーナメント準決勝】 | 2024年9月1日  |
| ○    | ミスター・ホンデ   | 1分1R+延長1R終了 判定5-0             | BreakingDown12 【BreakingDownライト級王座決定トーナメント1回戦】  | 2024年6月2日  |
| ○    | 稲岡匠             | 1R KO（右フック）                    | 第30回 T.B.NATION CUP!                                            | 2023年12月3日 |
| ○    | 大橋龍神           | 1分2R終了 判定3-0                    | 第30回 T.B.NATION CUP!                                            | 2023年12月3日 |

### アマチュア総合格闘技
| 勝敗 | 対戦相手 | 試合結果                 | 大会名         | 開催年月日    |
| ○    | 有馬雄生 | 1分1R+延長1R終了 判定5-0 | BreakingDown11 | 2024年2月18日 |

## SASUKEでの戦歴

### 大会別成績
| 開催年 | 大会       | ゼッケン | 記録  | 記録             | 記録 | 備考                         | 年齢 |
| 開催年 | 大会       | ゼッケン | STAGE | 脱落エリア       | 備考 | 備考                         | 年齢 |
| ------ | ---------- | -------- | ----- | ---------------- | ---- | ---------------------------- | ---- |
| 2021年 | 第39回大会 | 74       | 1st   | フィッシュボーン |      | ダンサー『FULLCAST RAISERZ』 | 24   |

### 通算成績
| 出場数 | 2nd進出 | 3rd進出 | FINAL進出 | 最優秀成績 |
| ------ | ------- | ------- | --------- | ---------- |
| 1回    | 0回     | 0回     | 0回       | 0回        |

- 2021年 第39回大会終了時

## 獲得タイトル
- 初代BreakingDownライト級王者（2024年）